# Дмитровский (Воронежская область)
Дмитровский — посёлок в Аннинском районе Воронежской области России.
Входит в состав Верхнетойденского сельского поселения.

## Население
| 2000 | 2005 | 2010 |
| ---- | ---- | ---- |
| 41   | ↘28  | ↘21  |

## География

### Улицы
- ул. Лесная.

## Климат
Климат умеренно континентальный. Количество осадков колеблется от 500 до 650 мм ртутного столба. Населенный пункт располагается в лесостепной зоне.